# Multi-Chip-Modul
Ein klassisches Multi-Chip-Modul (MCM, manchmal auch MCP von englisch Multi Chip Package) besteht aus mehreren einzelnen Mikrochips (bzw. Dies), die in einem gemeinsamen Gehäuse planar (nebeneinander) untergebracht sind und nach außen wie ein Chip aussehen, so funktionieren und eingesetzt werden. Von außen sind solche Chips also nicht direkt erkennbar, sondern sehen aus wie viele andere auch. Ein MCM ist ein Sonderfall einer elektronischen Flachbaugruppe (Kompaktbaugruppe).
Heute bezeichnet man mit MCM auch Module, die neben Halbleiter-Dies auch mikromechanische Elemente oder diskrete passive Bauelemente wie z. B. Kondensatoren oder Widerstände in SMD-Bauformen beinhalten. Solche MCM sowie MCM mit vertikal angeordneten Komponenten (s. u. Die-Stacking) entsprechen allerdings viel mehr den Merkmalen eines System-in-Package (s. u.).
Die Einzelchips können speziell für die Integration in einem MCM entworfen werden. Dann hat man es meistens mit Einzelchips in völlig verschiedenen Technologien zu tun, die sich nicht einfach auf einen einzigen Die integrieren lassen. Beispiele sind:
- vor allem digitale Mikrocontroller und ihre analogen Peripheriebausteine und/oder Flash-Speicher
- manchmal auch Mikroprozessorkerne und ihre sonst externen Cache-Bausteine
- in Handys die Kombination von Prozessor, SRAM- und Flash-Speicher
- im Bereich der intelligenten Sensorik (wie Drucksensoren) Auswerte-Chip und Mikromechanik.

Diese Vorgehensweise ist in der Regel preiswerter als die monolithische Integration aller Bausteine in einem Halbleiter.
Es können aber auch Chips verwendet werden, die sonst allein in Gehäuse eingebaut und verwendet werden. Dieser Fall tritt dann ein, wenn man für Kleinserien oder einen Schnellschuss die Entwicklungszeit für einen komplett integrierten Chip einsparen will. Die elektrische Verbindung zu einem MCM lässt sich nämlich wesentlich schneller entwickeln als die einzelnen Verbindungen zu separaten Chips.
Zur Funktionalität ist es meistens erforderlich, die Einzelchips untereinander elektrisch zu verbinden. Dies geschieht auf die Arten, wie sie auch sonst in der Mikroelektronik eingesetzt werden: direktes Bonden auf miniaturisierten Schaltungsträger (Leadframes, Substrate, Leiterplatten).
Ein weiteres wichtiges Montage-Verfahren ist z. B. Flip Chip.

## System-in-Package

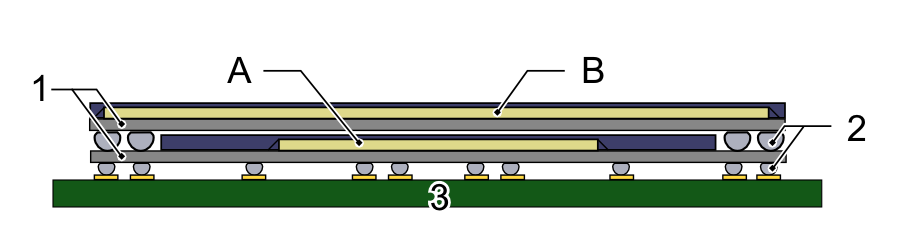
Zwei gestapelte Chips A und B auf jeweils eigenem Substrat 1,
mit Lotperlen 2, zusammen auf einer Basisplatine 3

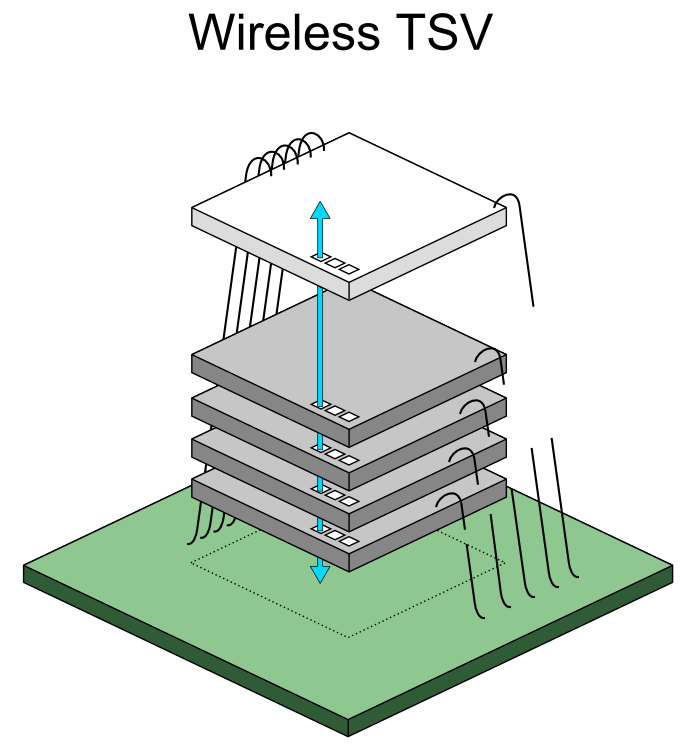

System-in-Package (SiP) ist ein Integrationsansatz in der Mikroelektronik, der sich technisch befindet
- zwischen der monolithischen On-Chip-Integration (System-on-a-Chip, SoC) auf einem Die (ungehauster Halbleiter-Chip) und
- der On-Board-Integration diskreter Bauelemente auf einer Leiterplatte (PCB) bzw. auf einem Multi-Chip-Modul (MCM).

Dabei werden aktive und passive Bauelemente sowie weitere Komponenten mittels Mikrosystemtechnologien in einem gemeinsamen Gehäuse (genannt IC-Package) mittels der Aufbau- und Verbindungstechnik vereint. Im Unterschied zu den bereits seit langem hergestellten Multi-Chip-Modulen, die planar (also zweidimensional) aufgebaut sind, lässt sich in einem SiP auch die vertikale Integration von Komponenten realisieren (3D-, 2,5D-SiP).
Mit SiP im Aufbau verwandt sind die Package-on-Package-Systeme (PoP), in welchen verschiedene Halbleiter-Chips mit ihren einzelnen Gehäusen übereinander verbaut werden.
Bei SIP werden die elektrischen Verbindungen zwischen den einzelnen Dies ausgeführt wahlweise durch Bonddrähte, als leitfähige Dünnschichten an den Seitenkanten der Dies oder als Durchkontaktierung des Dies (englisch through-silicon via, TSV für Through-Silicon-Vias). Letzteres ist eine neue Methode, gestapelte Dies untereinander zu verbinden. Dabei werden die Die-Lagen wie bei Multilayer-Leiterplatten durch Löcher kontaktiert.
Zu viele Dies kann man aber nicht direkt übereinander stapeln, da es sonst zu Überhitzungsproblemen wegen der schwierigeren Wärmeabfuhr kommt.
Damit das komplette Bauteil bei gestapelten Dies nicht zu hoch wird, werden die Dies vorher manchmal mit einigem Aufwand dünn geschliffen. Anschließend werden sie wie gewöhnliche Chips vergossen, zu den externen Pins gebondet und in ein Gehäuse verpackt.
SoC und SiP sind zwei wichtige Herstellungsverfahren für komplexe integrierte Halbleiterbausteine. Beim SiP können Dies verwendet werden, die auf unterschiedlichen Materialien basieren oder mit verschiedenen Prozessstrukturen hergestellt wurden. Zusätzlich lassen sich in einem SiP diskrete periphere Bauteile mit im Gehäuse integrieren. Beim SiP ist die Herstellung (das Packaging) kostenintensiver als beim SoC, während eine komplette Integration aller Funktionalitäten auf einem Chip meist teurer ist. Welche Variante günstiger ist, hängt sehr von der Funktionalität der Schaltung ab.
Zum Entwerfen von SiPs gibt es Design-Software von den großen EDA-Anbietern. Bei der SiP ist es ökonomisch sinnvoll, mittels Known-Good-Die-Tests die Fehlerfreiheit der Chips bereits vor der Integration zu prüfen.